# Чолунхамурское сельское муниципальное образование
Чолунхамурское сельское муниципальное образование — сельское поселение в Ики-Бурульском районе Калмыкии. Административный центр и единственный населённый пункт в составе СМО — посёлок Чолун-Хамур.

## География
СМО расположено на южном склоне хребта Чолун-Хамур Ергеней и граничит на юге и западе — с Манцинкецовским, на севере и востоке — с Хомутниковским СМО.

## История
Муниципальное образование образовано в 1993 году. Современные границы СМО установлены Законом Республики Калмыкия от 9 июля 2003 года № 360-II-3 «Об установлении границ территории Чолунхамурского сельского муниципального образования Республики Калмыкия», с изменениями от 13 октября 2004 года № 60-III-З

## Население
| 2002 | 2010 | 2011 | 2012 | 2013 | 2014 | 2015 |
| ---- | ---- | ---- | ---- | ---- | ---- | ---- |
| 276  | ↗277 | ↘275 | ↘253 | ↗259 | ↘254 | ↘246 |
| 2016 | 2017 | 2018 | 2019 | 2020 | 2021 |      |
| ↘227 | ↘218 | ↘211 | ↘210 | ↘198 | ↗250 |      |